# Elaeocarpus elliffii
Elaeocarpus elliffii är en tvåhjärtbladig växtart som beskrevs av B.P.M. Hyland & M.J.E. Coode. Elaeocarpus elliffii ingår i släktet Elaeocarpus och familjen Elaeocarpaceae. Inga underarter finns listade i Catalogue of Life.